# Radovan Biegl
Radovan Biegl (né le 13 mai 1969 à Hradec Králové en Tchécoslovaquie aujourd'hui ville de République tchèque) est un joueur professionnel de hockey sur glace qui évolue en tant que gardien de but.

## Carrière
Il commence sa carrière en 1986 au sein de l'effectif du Tesla Pardubice en Tchécoslovaquie en tant que gardien remplaçant de Dominik Hašek. L'équipe remporte alors son second titre de son histoire. Au cours de cette année, il joue avec l'équipe de Tchécoslovaquie le championnat d'Europe junior, l'équipe remportant alors la médaille d'argent.
Pardubice va remporter son troisième titre de champion deux saisons plus tard mais Biegl n'est toujours pas le gardien numéro un de l'équipe. Choisi en 1983 lors du repêchage d'entrée dans la Ligue nationale de hockey, Hašek va finalement quitter son pays en 1990 et laisser ainsi la place pour Biegl.
À la suite de la partition de la Tchécoslovaquie, Pardubice rejoint le nouveau championnat élite de République tchèque, l’Extraliga. Pour la première saison de la nouvelle ligue, Pardubice échoue en finale des play-offs mais Biegl est tout de même élu meilleur gardien de but de la saison.
En 1994, il participe au championnat du monde aux côtés de Roman Turek et de Petr Bříza mais n'étant alors que le troisième gardien, il ne va pas jouer un seul match de l'équipe de République tchèque qui finit à la septième place
Il va rester avec Pardubice jusqu'en 1996, année où il rejoint le club du HC Železárny Třinec, évoluant depuis la saison précédente en Extraliga. Il joue trois saisons avec Třinec avant de changer d'horizon puis signe pour le club de la capitale de la Slovaquie : le HC Slovan Bratislava. Il aide alors son équipe à remporter un nouveau titre de champion et est élu dans l'équipe type de la saison.
Pour la saison suivante, il retourne dans son pays et signe avec le HC Havířov Panthers. L'équipe obtient une faible treizième place et Biegl signe alors pour le HC Vsetín, sextuple champion tchèque mais en difficultés financièrement parlant. Pour la première fois depuis 1995, l'équipe, en totale reconstruction n'atteint par les séries.
Au cours de la saison 2004-2005, Biegl change une nouvelle fois de club et retourne jouer dans un de ces clubs précédents : Třinec. Il y rejoint Richard Král son coéquipier du temps de ses débuts avec Pardubice mais l'équipe ne se qualifie par pour les séries. L'année suivante, elle est en pleine phase de construction avec beaucoup des jeunes joueurs mais arrive tout de même à se qualifier pour les séries de 2006. Les coéquipiers de Biegl vont perdre au premier tour en quatre matchs secs contre le HC Slavia Prague mais néanmoins avec deux matchs perdus après prolongation.
Biegl entame la saison suivante avec Třinec mais va la finir avec l'équipe du HK Jestřábi Prostějov qui évolue dans la seconde division tchèque, la 1. liga où il apporte son expérience aux jeunes gardiens de l'équipe : Lukáš Daneček et Tomáš Štůrala.